# Gli ultimi
Gli ultimi és una pel·lícula italiana del 1963 dirigida per Vito Pandolfi amb guió del pare David Maria Turoldo.
La pel·lícula s'inspira en la història autobiogràfica de Turoldo Io non ero un fanciullo, i parla de la vida dels camperols friülans a la dècada del 1930; es va rodar íntegrament a Friuli amb actors no professionals.
En el projecte original de Turoldo havia de ser el primer episodi d'una trilogia (vida camperola, emigració, retorn) però va ser la seva única pel·lícula.

## Argument
El nen Checo és fill de masovers, i els seus companys es burlen de la seva pobresa i l'anomenen despectivament Espantaocells. Com en un Bildungsroman, Checo, que representa simbòlicament el Friül, s'enfronta a un viatge per etapes que el portarà a la consciència, l'emancipació i la redempció final.

## Repartiment
- Adelfo Galli: Checo
- Elio Ciol: fotògraf
- Laura De Cecco: Josette
- Vera Pescarolo: mestre
- Riedo Puppo: sagristà
- Margherita Torino: mare de Checo
- Lino Turoldo: pare de Checo

## Crítica
Avançat al seu temps i sense sintonia amb l'afany de modernitat i benestar que el boom econòmic dels anys seixanta també va portar al Friül, Gli ultimi no va tenir èxit en el seu moment i s'ha mantingut com una raresa cinematogràfica.

## Restauració
L'any 2002, amb motiu del 40è aniversari de la seva realització, amb la restauració de la pel·lícula i l'estrena posterior a VHS, la pel·lícula va tenir una nova visibilitat. Després de més investigacions i redescobriments i gràcies a la nova restauració digital, es va produir una edició especial de doble DVD per al 50è aniversari comissariada per la Cineteca del Friuli, el Centro Espressioni Cinematografiche d'Udine i Cinemazero de Pordenone. La caixa conté dues versions de la pel·lícula (l'estrenada a les sales el 31 de gener de 1963 i amb uns minuts més es va presentar a Venècia l'any 1962, on la pel·lícula no va ser seleccionada però encara es va projectar al marge de la Mostra Internacional de Cinema de Venècia en una sala del Lido), i més de cent minuts de contingut extra, alguns totalment inèdits.